# Fujiwara no Yorimichi
Fujiwara no Yorimichi (jap. 藤原 頼通; * 990; † 1074), Sohn von Fujiwara no Michinaga, folgte seinem Vater 1017 in der Position des Sesshō, und des Kampaku von 1020 bis 1068. In beiden Positionen agierte er als Regent des Kaisers, wie dies auch viele seiner Ahnen und Nachfolger es ebenfalls waren. 
Vor der Übernahme der Stellung eines Regenten trug Yorimichi den Titel eines Nidaijin, den niedrigsten Rang unter den Staatsministern. Per Edikt wurde er über seine Kollegen erhoben als Ichi no Hito, oder „Erster Untertan“. Dies war vermutlich erforderlich, um es Yorimichi zu erlauben, Sesshō und Kampaku zu werden.
Er ist auch als Gründer der Phoenixhalle im Tempel Byōdō-in in Uji bekannt.